# プロテインジスルフィドイソメラーゼ
プロテインジスルフィドイソメラーゼまたはタンパク質ジスルフィドイソメラーゼ（英: protein disulfide isomerase、略称: PDI）は、真核生物の小胞体や細菌のペリプラズムに存在する酵素で、タンパク質がフォールディングする際にタンパク質内のシステイン残基の間のジスルフィド結合の形成と切断を触媒する。PDIは、タンパク質が完全にフォールディングした状態で形成される適切なジスルフィド結合パターンの迅速な発見を可能にし、そのためフォールディングを触媒する酵素として作用する。

## 構造
PDIは2つのチオレドキシン様触媒ドメインと2つの非触媒ドメインからなり、各触媒ドメインには典型的なCGHCモチーフが存在する。この構造はミトコンドリアの膜間腔で酸化的フォールディングを担う酵素の構造に類似している。こうした酵素の例としてはMia40があり、2つの触媒ドメインにはPDIのCGHCモチーフに類似したCX9Cモチーフが存在する。細菌で酸化的フォールディングを担うDsbAもチオレドキシン様CXXCドメインを持っている。

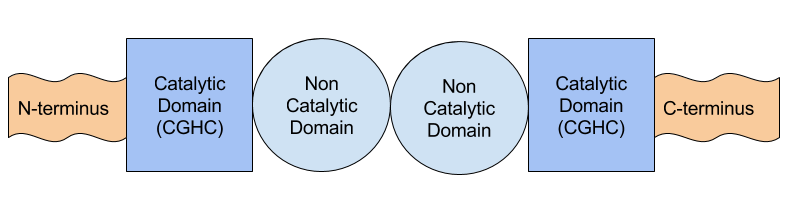
PDIのドメイン構造の模式図

## 機能

### タンパク質のフォールディング
PDIは酸化還元酵素と異性化酵素としての性質を持ち、どちらの活性もPDIに結合する基質の種類とPDIの酸化還元状態に依存している。これらの活性はタンパク質の酸化的フォールディングを可能にする。酸化的フォールディングは新生タンパク質の還元型システイン残基の酸化を伴う過程であり、システイン残基が酸化されてジスルフィド結合が形成されることでタンパク質は安定化され、ネイティブ状態をとることができるようになる。

#### 通常の酸化的フォールディング機構と経路

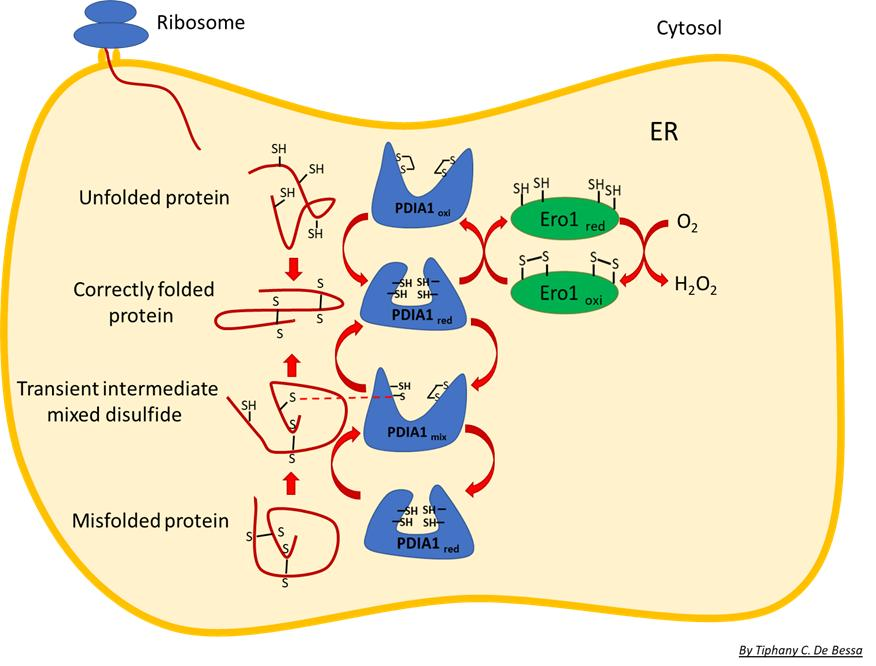

具体的には、PDIは小胞体でのタンパク質のフォールディングを担う。フォールディングしていないタンパク質のシステイン残基はPDIの活性部位（CGHCモチーフ）内の2つのシステイン残基との間で混合型のジスルフィド結合を形成する。基質内で安定なジスルフィド結合が形成されると、PDIの活性部位の2つのシステイン残基は還元状態となって解離する。その後、PDIはEro1（ER oxidoreductin 1）、VKOR（Vitamin K epoxide reductase）、グルタチオンペルオキシダーゼGpx7/8、ペルオキシレドキシンPrxIVといった再酸化タンパク質へ電子を伝達することで酸化型へと再生される。PDIの主要な再酸化タンパク質はEro1であると考えられており、Ero1によるPDIの再酸化経路は他のタンパク質よりも理解が進んでいる。Ero1はPDIから電子を受容し、その電子を小胞体の酸素分子へ供与する。その結果、過酸化水素が形成される。

#### 誤ったフォールディングを行ったタンパク質に対する活性
還元型のPDIは還元酵素活性または異性化酵素活性によって、基質に誤って導入されたジスルフィド結合の還元を触媒することができる。還元酵素活性を利用する方法では、誤ったフォールディングを行った基質のジスルフィド結合は、グルタチオンやNADPHからの電子の移動によって還元型システイン残基へと変換される。その後、正しいシステイン残基の間で酸化的なジスルフィド結合の形成が行われ、正常なフォールディングが行われる。異性化酵素活性を利用する方法では、各活性部位のN末端近傍で基質分子内での官能基の再配置が行われる。

### 酸化還元シグナル伝達
単細胞藻類であるクラミドモナスChlamydomonas reinhardtiiの葉緑体では、プロテインジスルフィドイソメラーゼRB60はpsbAの翻訳の光調節に関与するmRNA結合タンパク質複合体において、酸化還元センサーとして機能する。psbAは光化学系IIコアのD1タンパク質をコードする。プロテインジスルフィドイソメラーゼは葉緑体中で調節的なジスルフィド結合の形成にも関与している。

### 他の機能

#### 免疫系
PDIはMHCクラスI分子への抗原ペプチドのローディングを補助する。MHCクラスI分子は免疫応答において、抗原提示細胞によるペプチドの提示と関係している。
HIVがCD4陽性細胞へ感染する際、PDIはgp120タンパク質の結合の切断に関与していることが知られており、リンパ球や単球への感染に必要である。

#### シャペロン活性
PDIの他の主要な機能としては、シャペロンとしての活性がある。C末端側の非触媒ドメイン（b'ドメイン）がミスフォールドタンパク質（誤ったフォールディングを行ったタンパク質）の結合とその後の分解を助ける。この活性は3つの小胞体膜タンパク質、PERK（PKR-like endoplasmic reticulum kinase）、IRE1（inositol-requiring enzyme 1）、ATF6（activating transcription factor 6）によって調節される。これらは小胞体中の高レベルのミスフォールドタンパク質に応答し、細胞内シグナル伝達経路を介してPDIのシャペロン活性を活性化する。また、これらのシグナルはこうしたミスフォールドタンパク質の翻訳を不活性化する。

## 活性のアッセイ
Insulin turbidity assay: PDIはインスリンの2本の鎖（a鎖とb鎖）の間の2つのジスルフィド結合を切断し、その結果b鎖は沈殿する。この沈殿は650 nmの波長でモニターすることができ、これによって間接的にPDIの活性をモニターすることができる。このアッセイの感度はμMの範囲である。
ScRNase assay: PDIはさまざまな形でジスルフィド結合を形成した不活性なRNaseを、ネイティブ状態の活性のあるRNaseへ変換する。このアッセイの感度はμMの範囲である。
Di-E-GSSG assay: このアッセイはpMの範囲でPDIを検出可能な蛍光定量アッセイであり、PDI活性を検出するアッセイの中で現在最も感度が高いものである。Di-E-GSSGは酸化型グルタチオン（GSSG）に2つのエオシンが結合した分子であり、エオシンが近接して存在することでその蛍光は消光されるが、PDIによるジスルフィド結合の切断によって蛍光は70倍に増大する。

## ストレスと阻害

### ニトロソ化ストレスの影響
小胞体での酸化還元調節の異常はニトロソ化ストレスの増大をもたらす。神経細胞などの感受性細胞では、こうした細胞環境の変化によってチオールを含む酵素の機能喪失が引き起こされる。より具体的には、PDIは活性部位のチオール基に一酸化窒素が付加されることでミスフォールドタンパク質を正しいフォールドへ修復することができなくなり、その結果、神経細胞にミスフォールドタンパク質が蓄積する。こうした現象はアルツハイマー病やパーキンソン病などの神経変性疾患の発症と関係している。

### 阻害
PDIは多数の疾患に関与しているため、PDIに対する低分子阻害剤が開発されている。こうした分子はPDIの活性部位を不可逆的または可逆的に標的化する。
PDIの活性は赤ワインやグレープジュースによって阻害されることが示されており、フレンチパラドックスの説明となる可能性がある。

## メンバー
ヒトのプロテインジスルフィドイソメラーゼには次のようなものがある。
- AGR2（英語版）
- AGR3（英語版）
- CASQ1
- CASQ2（英語版）
- DNAJC10（英語版）
- ERP27
- ERP29（英語版）
- ERP44（英語版）
- P4HB（英語版）
- PDIA2（英語版）
- PDIA3
- PDIA4
- PDIA5
- PDIA6
- PDIALT
- TMX1（英語版）
- TMX2
- TMX3（英語版）
- TMX4（英語版）
- TXNDC5（英語版）
- TXNDC12（英語版）